# Западна Ковина
Западна Ковина (на английски West Covina) е град в САЩ, щата Калифорния, окръг Лос Анджелис. Население 105 080 жители (2000) г. Общата площ на града е 41,70 км² (16,1 мили²) Западна Ковина се намира на 110 м (362 фута) надморска височина.